# Rached Pharaon
Rached Mahmoud Pharaon (arabisch رشاد بن محمود فرعون, DMG Rašād b. Maḥmūd Firʿawn; * 1910 in Syrien; † 1990 in Dschidda) war ein saudi-arabischer Politiker und Diplomat.

## Leben
Dr. Rashed Mahmoud Pharaon studierte in Damaskus Medizin. In Paris machte er eine Ausbildung zum Facharzt und kehrte in das Völkerbundmandat für Syrien und Libanon zurück, wo er von den Französischen Streitkräften beschäftigt wurde. Auf Einladung von Freunden reiste er nach Dschidda, wo er Hofarzt der Familie Saud und Berater von Abd al-Aziz ibn Saud wurde.
Rached Pharaon war von Dezember 1948 bis Oktober 1954 Botschafter in Paris. Saud ibn Abd al-Aziz ernannte ihn 1954 zu seinem Gesundheitsminister, ein Amt, das er bis 1961 ausübte. Von Juni 1963 bis Oktober 1965 war er erneut Botschafter in Paris. Im Oktober 1965 berief ihn Faisal ibn Abd al-Aziz in seinen Regierungsrat, in dem er lebenslang blieb.